# 千葉県道56号佐原椿海線

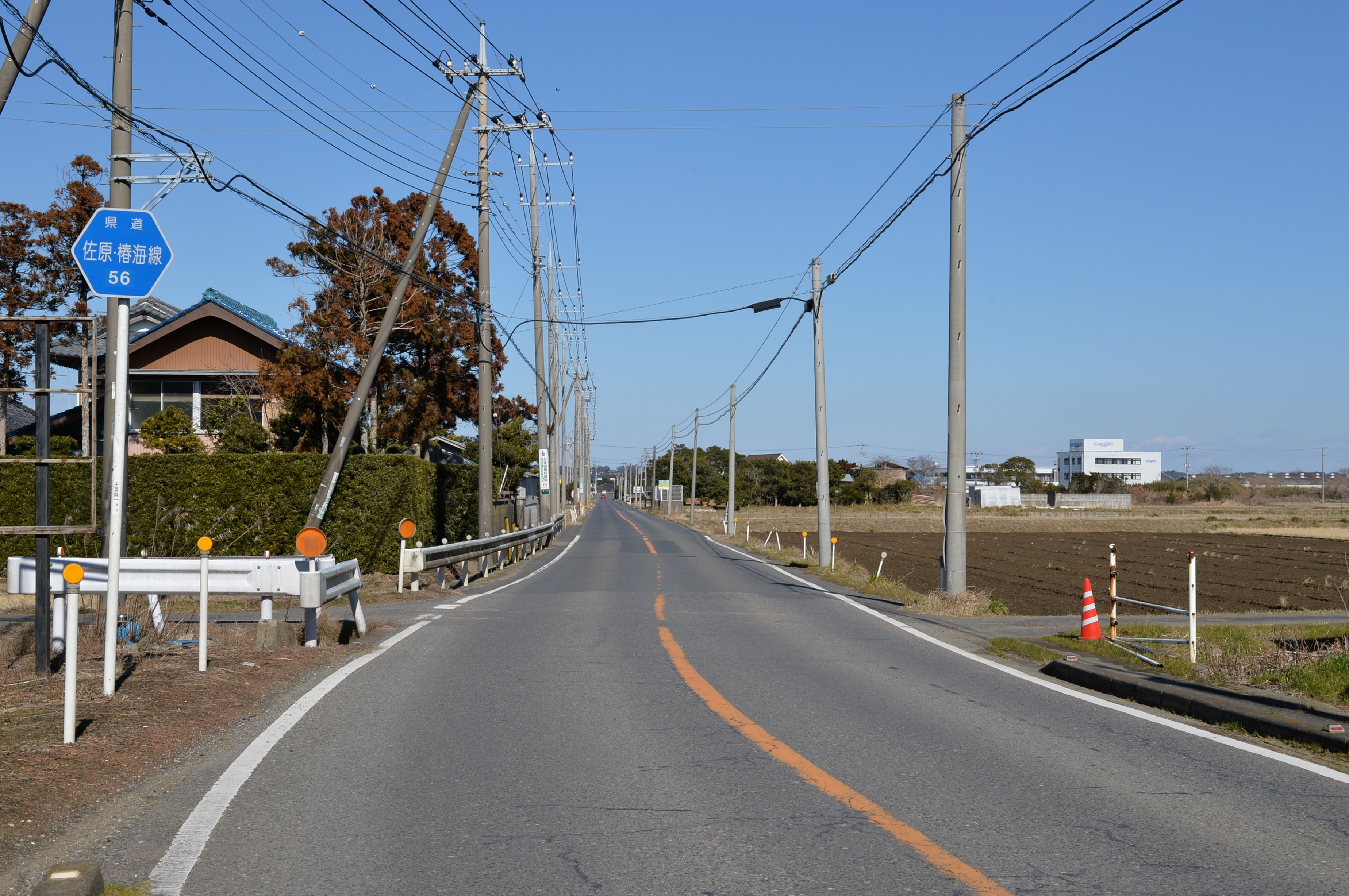
千葉県道56号佐原椿海線
匝瑳市春海（2015年2月）

千葉県道56号佐原椿海線（ちばけんどう56ごう さわらちんかいせん）は千葉県香取市から、千葉県旭市に至る県道（主要地方道）である。

## 概要
千葉県香取市大根（おおね）の千葉県道16号佐原八日市場線との分岐を起点とし、旭市ニの国道126号、千葉県道105号干潟停車場豊畑線と接続する干潟交差点を終点とする幹線道路。路線名の「佐原」は香取市の平成の大合併以前の旧自治体であった佐原市、また「椿海」は、匝瑳市（旧八日市場市）の昭和の大合併以前の旧自治体であった椿海村（ちんかいむら）にそれぞれ由来する。

### 路線データ
- 起点：千葉県香取市（大根三差路交差点 = 千葉県道16号佐原八日市場線交点）
- 終点：同県旭市ニ（干潟交差点 = 国道126号、千葉県道105号干潟停車場豊畑線交点）

## 路線状況
- 全線に渡り歩道の設置が少なく、2車線が確保されていない区間も多い。
- 千葉県道70号大栄栗源干潟線と重複する香取市大角 - 新里間については歩道付き2車線の道路である。しかし、新里交差点から県道70号旭方面に歩道付き2車線道路が続いているため、県道56号に意識して曲がらなければいつのまにか県道70号を走っていることになることがある。
- 旭市内で工業団地へ向かう際に東総広域農道成田方面から国道126号・干潟駅方面へ向かって走行する車が多い。

### 重複区間
- 千葉県道70号大栄栗源干潟線
  - 香取市大角（東総有料道路終点） - 香取市新里（信号なし）
- 千葉県道74号多古笹本線（500m重複）
  - 旭市鏑木 - 旭市岸湖

## 地理

### 通過する自治体
香取市 - 旭市 - 匝瑳市 - 旭市

### 交差する道路
- 千葉県道16号佐原八日市場線（香取市大根、大根交差点）
- 千葉県道44号成田小見川鹿島港線（香取市、上ノ台交差点）
- 千葉県道114号八日市場山田線（香取市）
- 千葉県道70号大栄栗源干潟線（香取市大角）
- 千葉県道70号大栄栗源干潟線（香取市新里）（※上記の場所から重複となる）
- 千葉県道149号八日市場府馬線(旭市鏑木)
- 千葉県道74号多古笹本線（旭市鏑木）（※約500m重複となる）
- 東総広域農道（旭市萬力）
- 国道126号、千葉県道105号干潟停車場豊畑線（旭市干潟）